# Vĩnh Đại
Vĩnh Đại là một xã thuộc huyện Tân Hưng, tỉnh Long An, Việt Nam.

## Địa lý
Xã Vĩnh Đại nằm ở phía nam huyện Tân Hưng, có vị trí địa lý:
- Phía đông giáp thị xã Kiến Tường và huyện Vĩnh Hưng
- Phía tây giáp xã Vĩnh Châu A và xã Vĩnh Lợi
- Phía nam giáp xã Vĩnh Bửu
- Phía bắc giáp huyện Vĩnh Hưng.

Xã Vĩnh Đại có diện tích 39,64 km², dân số năm 2003 là 4.240 người, mật độ dân số đạt 107 người/km².

## Hành chính
Xã Vĩnh Đại được chia thành 4 ấp: Cà Dăm, Láng Sen, Vĩnh Ân, Vĩnh Bửu.

## Lịch sử
Sau năm 1975, Vĩnh Đại là một xã thuộc huyện Mộc Hóa.
Ngày 30 tháng 3 năm 1978, huyện Mộc Hóa được chia thành hai huyện Mộc Hóa và Vĩnh Hưng, xã Vĩnh Đại thuộc huyện Vĩnh Hưng.
Ngày 24 tháng 3 năm 1994, huyện Vĩnh Hưng được chia thành hai huyện Vĩnh Hưng và Tân Hưng, xã Vĩnh Đại thuộc huyện Tân Hưng.
Ngày 15 tháng 5 năm 2003, Chính phủ ban hành Nghị định số 50/2003/NĐ-CP về việc thành lập xã Vĩnh Bửu trên cơ sở 3.995 ha diện tích tự nhiên và 4.155 người của xã Vĩnh Đại.
Sau khi điều chỉnh địa giới hành chính, xã Vĩnh Đại còn lại 3.964 ha diện tích tự nhiên và 4.240 người.
Ngày 18 tháng 7 năm 2019, HĐND tỉnh Long An ban hành Nghị quyết số 43/NQ-HĐND về việc sáp nhập ấp Cả Sậy vào ấp Láng Sen.